# Gazela-de-thomson

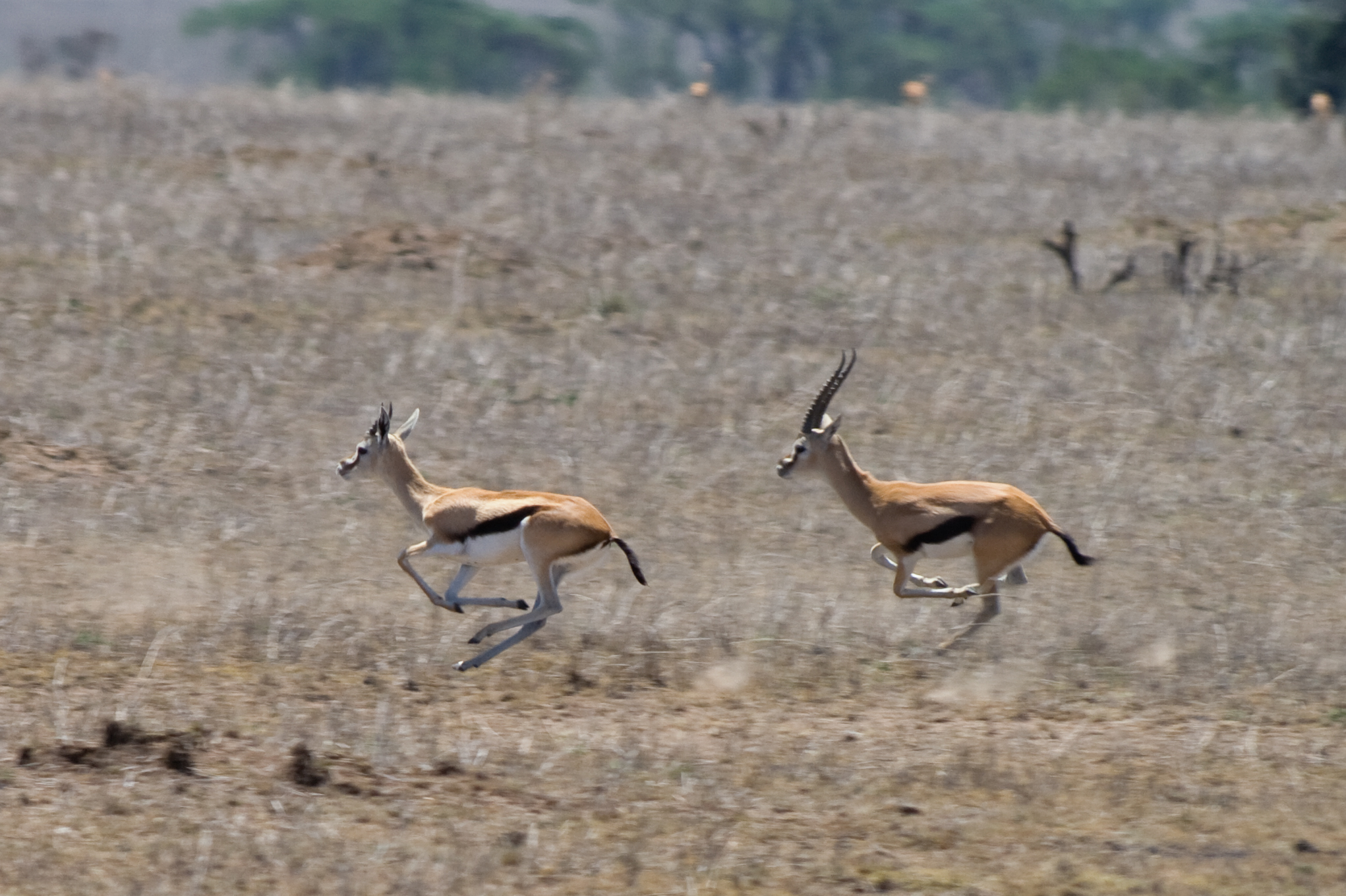
Duas gazelas-de-thomson na Tanzânia.

A gazela-de-thomson (Eudorcas thomsonii) é uma das espécies de gazela africana mais abundantes – vive em bandos de machos, de fêmeas e mistos, com cerca de 60 indivíduos, mas pode formar bandos gigantescos, com mais de mil indivíduos, ao migrar. Elas podem correr a velocidades de 95 km/h durante cerca de quinze segundos e há registro de velocidades superiores a 100 km/h, ao escapar de predadores, como o guepardo (chita). As gazelas podem saltar verticalmente no ar.
A gazela-de-thomson tem listras pretas na face e no corpo, o que ajuda a disfarçar a silhueta do animal, dificultando que seja visto à distância. Os machos e as fêmeas têm chifres, mas os das fêmeas são mais curtos. Eles se alimentam de gramíneas que outros animais de pasto deixam para trás.

## Ecologia e distribuição
Gazelas vivem em savanas da África e dos habitats de pastagem, principalmente na região de Serengeti, no Quênia e na Tanzânia, embora  também podem ser encontradas na Etiópia, Somália e Sudão do Sul. Eles se alimentam de vegetação rasteira e capim. A maioria da água de que precisam vem do que eles comem. Embora seja uma das gazelas mais comum em sua escala, o tamanho da população não é grande devido ao seu alcance limitado.
As gazelas-de-thomson frequentemente se reúnem com outros ungulados, como gnus e zebras e, geralmente, vivem e migram em rebanhos, com centenas ou milhares de outras gazelas. A gazela é um item de presa favorita para o guepardo.

## Descrição
A gazela-de-thomson tem de 51 a 60 cm (20 a 24) (fêmeas) 58 a 66 cm (23 a 26 polegadas) (machos) de altura e pesa 13–24 kg (lb 29-40) (fêmeas), 17–29 kg (sexo masculino). Eles têm  pelagem marrom com branco e uma tarja preta distintiva. Seus chifres são longos e apontou com ligeira curvatura. A mancha branca em sua garupa estende-se por baixo da cauda, mas não mais. Um erro por vezes é o erro de identificação das gazelas de Grant como gazelas. Embora alguns espécimenes tenham a tarja preta que atravessa os seus lados, o branco em sua garupa estende-se sempre acima da cauda.